# Motorvägar i Pakistan
Detta är motorvägar i Pakistan.
- M1: Islamabad - Peshawar.

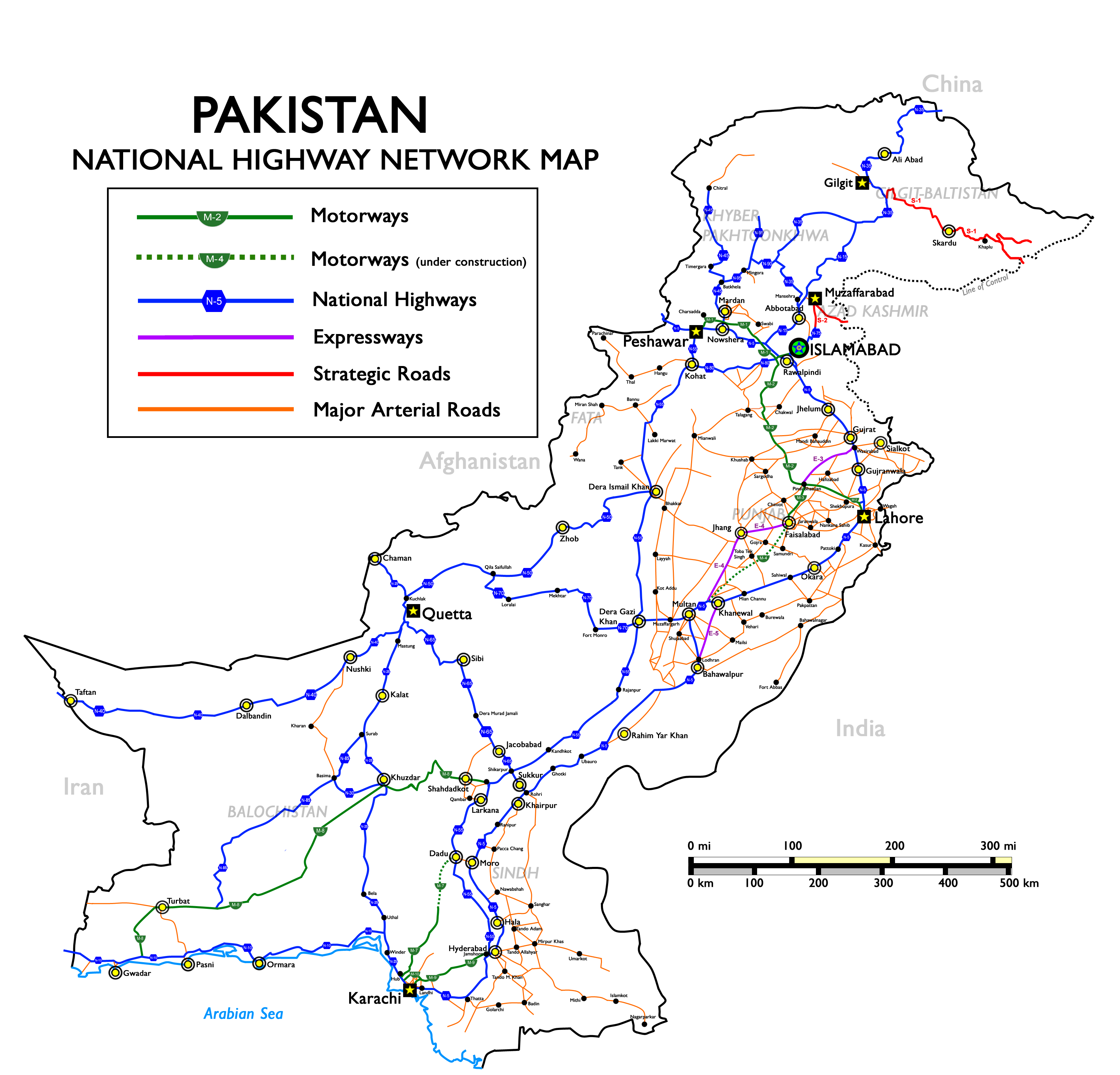

Motorvägsskylt i Pakistan

- M2 (Lahore - Islamabad) går i provinsen Punjab. Motorvägen är 370 km lång och går igenom Sheikhupura, Pindi Bhattian, Kot Momin, Salem, Lilla, Kallar Kahar, Balksar, and Chakri innan den slutar strax utanför tvillingstaden Rawalpindi och Islamabad. Den fortsätter sedan för att så småningom bli motorväg M1 som binder samman Rawalpindi och Islamabad med Peshawar. M2 korsar M3:s knutpunkt (mot Faisalabad) vid Pindi Bhattian.
- M3: Pindi Bhattian - Faisalabad.
- M4: Faisalabad - Multan.
- M5: Multan - Dera Ghazi Khan.
- M6: Dera Ghazi Khan - Ratodero.
- M7: Kakkar - Dureji - Karachi.
- M8: Gwadar - Ratodero.
- M9: Karachi - Hyderabad.
- M10: Karachi från Mohammad Ali Jinnah Road till hamnen.
- M11: Sialkot - Lahore.